# George Thomas Anderson
George Thomas Anderson (3. februar 1824 – 4. april 1901) var en general i Sydstaternes hær under den amerikanske borgerkrig. Med øgenavnet "Tige" var Anderson kendt som en af Robert E. Lees hårdest kæmpende underordnede.

## Tidlige år og karriere
Anderson blev født i Covington i Georgia, og gik på Emory University inden han besluttede at blive løjtnant i Georgias kavaleri under den Mexicansk-amerikanske krig. Han fik en bestalling i den regulære hær i 1855, blot for at træde tilbage i 1858.

## Borgerkrigs karriere
Da borgerkrigen brød ud sluttede han sig til den konfødererede arme til forsvar for sin hjemstat. Han blev oberst for 11. Georgia infanteri regiment, men ankom for sent til at deltage i det Første slag ved Bull Run. Han kom i kamp under Peninsula kampagnen i Yorktown og ledede en brigade under Syvdagesslaget, Andet Bull Run, Turner's Gap, Antietam og Fredericksburg. Anderson gik glip af Chancellorsville da han sammen med hovedparten af Longstreets Første Korps opererede i det sydlige Virginia.
Longstreets mænd sluttede sig igen til Army of Northern Virginia inden Gettysburg kampagnen. Anderson kæmpede omkring Devil's Den og Wheatfield i Slaget ved Gettysburg, hvor han blev såret. Han kom til hægterne igen i Charleston, South Carolina området mens Longstreets Korps tog til Georgia. Anderson kom ikke tilbage til sine folk før Belejringen af Knoxville. Han kom i voldsom kamp i 1864 i Slaget ved the Wilderness, Slaget ved Spotsylvania Court House, Slaget ved Cold Harbor og under Belejringen af Petersburg. Han overgav sig sammen med Lee ved Appomattox Court House i april 1865.

## Efter krigen
Efter krigen blev Anderson fragtformidler ved et jernbaneselskab og politichef i Atlanta, Georgia. Han flyttede senere til Anniston, Alabama, blev politichef der og kredsens skatteopkræver. Han døde i Anniston og ligger begravet der på Edgemont Cemetery.